# Копенгагенский мир (1660)
Копенгагенский мир (дат. Freden i København) — мирный договор между Данией и Швецией, заключённый 27 мая (6 июня) 1660 года в Копенгагене. С подписанием Оливского мира и Копенгагенского мира завершилась Северная война 1655—1660. Этот договор был сравнительно небольшим дополнением к Роскилльскому миру, который установил границы Дании, Швеции и Норвегии, которые почти без изменений сохранились до наших дней. В дополнение к договору в Роскилле Дании возвращалась часть её территории — остров Борнхольм в Балтийском море и северная область Трёнделаг. Кроме того, упразднялось положение о недопущении в Балтийское море судов небалтийских государств.